# Filip Krajinović
Filip Krajinović (ur. 27 lutego 1992 w Somborze) – serbski tenisista, reprezentant kraju w Pucharze Davisa.

## Kariera tenisowa
Zawodowy tenisista od 2008 roku.
W 2012 roku po raz pierwszy zagrał w turnieju wielkoszlemowym, podczas French Open. Najpierw przeszedł przez eliminacje, a w drabince głównej poniósł porażkę w 1. rundzie z Nicolasem Devilderem. 
W karierze osiągnął pięć finałów turniejów cyklu ATP Tour w grze pojedynczej. Ponadto dziesięciokrotnie wygrywał turnieje o randze ATP Challenger Tour w singlu oraz raz w deblu. 
Jako kwalifikant dostał się do turnieju głównego w Paryżu, w którym pokonał m.in. Sama Querreya i Nicolasa Mahuta, a do półfinału awansował bez gry z powodu kontuzji oponenta, Rafaela Nadala. W grze o finał wygrał z rozstawionym Johnem Isnerem 6:4, 6:7(2), 7:6(5), a w spotkaniu o tytuł poniósł porażkę z Jackiem Sockiem 7:5, 4:6, 1:6. Łącznie w cyklu ATP Tour przegrał pięć singlowych finałów.
W latach 2014–2023 reprezentant Serbii w Pucharze Davisa. Rozegrał łącznie 20 meczów, w 11 zwyciężając.
W sierpniu 2024 roku, po porażce z Jurijem Rodionovem w pierwszej rundzie kwalifikacji do US Open ogłosił zakończenie kariery.
Najwyżej w rankingu ATP singlistów zajmował 26. miejsce (23 kwietnia 2018), a rankingu deblistów 201. pozycję (16 kwietnia 2018).

### Historia występów wielkoszlemowych
Legenda
     W, wygrany turniej
     F, przegrana w finale
     SF, przegrana w półfinale
     QF, przegrana w ćwierćfinale
     xR, przegrana w x rundzie
     Qx, przegrana w x rundzie kwalifikacji
     A, brak startu
     NH, turniej nie odbył się

#### Gra pojedyncza
| Turniej         | 2008 | 2009 | 2010 | 2011 | 2012 | 2013 | 2014 | 2015 | 2016 | 2017 | 2018 | 2019 | 2020 | 2021 | 2022 | 2023 | 2024 | Tytuły | Z–P     |
| --------------- | ---- | ---- | ---- | ---- | ---- | ---- | ---- | ---- | ---- | ---- | ---- | ---- | ---- | ---- | ---- | ---- | ---- | ------ | ------- |
| Australian Open | A    | A    | A    | A    | A    | A    | Q1   | 1R   | 1R   | A    | A    | 3R   | 2R   | 3R   | 1R   | 1R   | A    | 0 / 7  | 5 – 7   |
| French Open     | A    | A    | A    | A    | 1R   | A    | Q3   | 1R   | A    | Q2   | A    | 3R   | 1R   | 2R   | 3R   | 1R   | Q2   | 0 / 7  | 5 – 7   |
| Wimbledon       | A    | A    | Q1   | A    | Q1   | A    | Q2   | 1R   | A    | Q1   | 1R   | 1R   | NH   | 1R   | 2R   | A    | A    | 0 / 5  | 1 – 5   |
| US Open         | A    | A    | Q2   | A    | A    | A    | 1R   | 2R   | A    | Q2   | 1R   | 1R   | 3R   | 1R   | 1R   | A    | Q1   | 0 / 7  | 3 – 7   |
|                 |      |      |      |      |      |      |      |      |      |      |      |      |      |      |      |      |      |        |         |
| Bilans spotkań  | 0–0  | 0–0  | 0–0  | 0–0  | 0–1  | 0–0  | 0–1  | 1–4  | 0–1  | 0–0  | 0–2  | 4–4  | 3–3  | 3–4  | 3–4  | 0–2  | 0–0  | 0 / 26 | 14 – 26 |

### Finały w turniejach ATP Tour
| Legenda                                      |
| -------------------------------------------- |
| Wielki Szlem                                 |
| Igrzyska olimpijskie                         |
| Tennis Masters Cup / ATP Finals              |
| ATP Masters Series / ATP Tour Masters 1000   |
| ATP International Series Gold / ATP Tour 500 |
| ATP International Series / ATP Tour 250      |

#### Gra pojedyncza (0–5)
| Końcowy wynik | Nr | Data                 | Turniej   | Nawierzchnia  | Przeciwnik          | Wynik finału  |
| ------------- | -- | -------------------- | --------- | ------------- | ------------------- | ------------- |
| Finalista     | 1. | 5 listopada 2017     | Paryż     | Twarda (hala) | Jack Sock           | 7:5, 4:6, 1:6 |
| Finalista     | 2. | 28 kwietnia 2019     | Budapeszt | Ceglana       | Matteo Berrettini   | 6:4, 3:6, 1:6 |
| Finalista     | 3. | 20 października 2019 | Sztokholm | Twarda (hala) | Denis Shapovalov    | 4:6, 4:6      |
| Finalista     | 4. | 18 lipca 2021        | Hamburg   | Ceglana       | Pablo Carreño-Busta | 2:6, 4:6      |
| Finalista     | 5. | 19 czerwca 2022      | Londyn    | Trawiasta     | Matteo Berrettini   | 5:7, 4:6      |